# (8816) Гамов
(8816) Гамов (лат. Gamow) — типичный астероид главного пояса, открыт 17 декабря 1984 года советским астрономом Людмилой Карачкиной в Крымской астрофизической обсерватории и 2 апреля 1999 года назван в честь советского и американского физика-теоретика и астрофизика Г. А. Гамова.

## Обнаружение и именование
(8816) Гамов
Открыт 17 декабря 1984 года в Крымской астрофизической обсерватории Л. Г. Карачкиной.
Назван в память об учёном Георгии Антоновиче Гамове (1904—1968). Его главные научные достижения включают создание теории альфа- и бета-распада и теории взрывающейся Вселенной. Гамов также был первым, кто расшифровал генетический код. Он работал в научных организациях по всему миру: в Одессе, Ленинграде, Геттингене, Копенгагене, Кембридже, а также в США. Своими популярными лекциями, статьями и книгами продвигал интерес общественности к науке. В 1956 году получил премию "Призвание", присуждаемую ЮНЕСКО за популяризацию науки. Название предложено С. П. Капицей и поддержано первооткрывателем.
Оригинальный текст (англ.)8816 Gamow
Discovered 1984 Dec. 17 by L. G. Karachkina at the Crimean Astrophysical Observatory.
Named in memory of the scientist George (Georgij Antonovich) Gamow (1904—1968). His main scientific achievements include the creation of alpha and beta decay theory and the theory of the exploding Universe. Gamow was also the first to decipher the genetic code. He worked at institutions around the world, in Odessa, Leningrad, Göttingen, Copenhagen, Cambridge, as well as in the U.S. Through his popular lectures, articles and books he promoted public interest in science. In 1956 he received the Calling Prize awarded by UNESCO for the popularization of science. Name suggested by S. P. Kapitza and supported by the discoverer.
Источники: 19990402/MPCPages.arc; M.P.C. 34348.

## Орбита

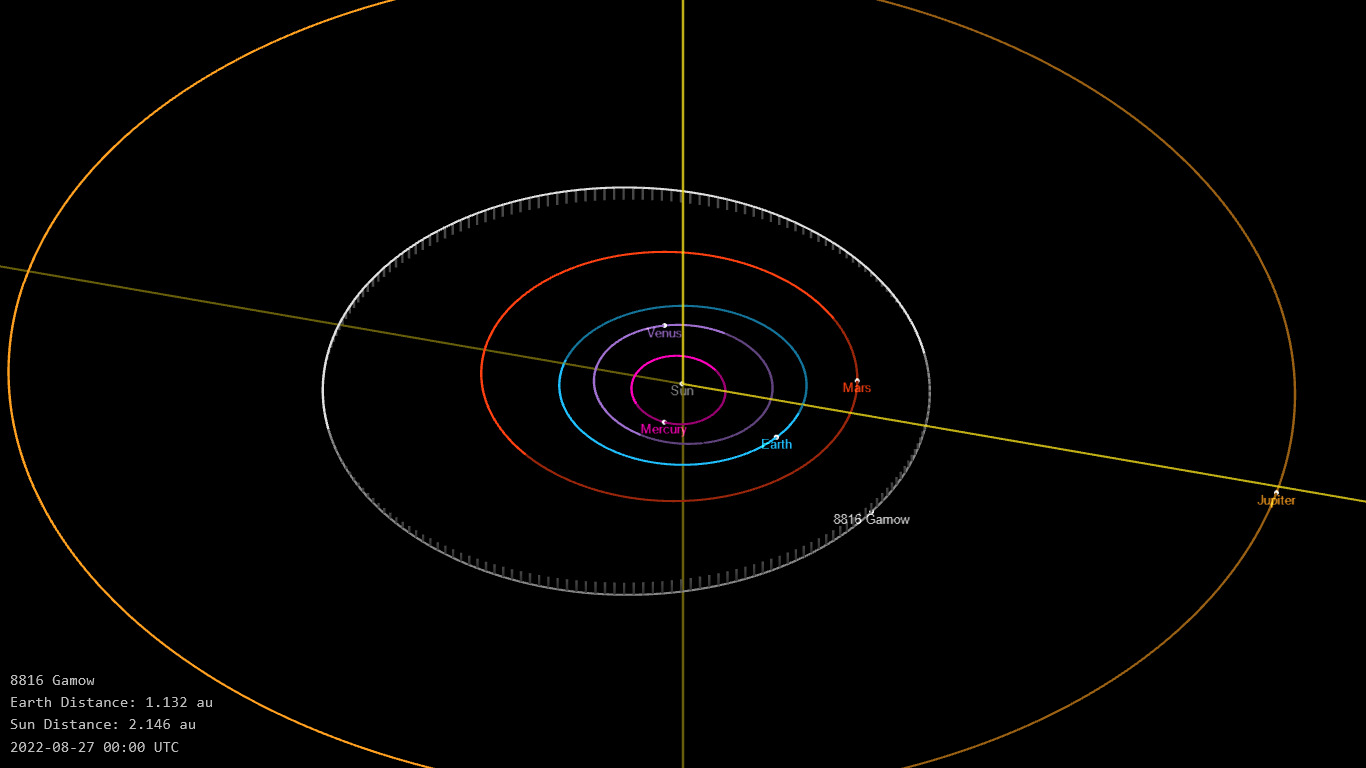
Орбита астероида Гамов и его положение в Солнечной системе

## Физические характеристики
Астероид относится к таксономическому классу X.
По результатам наблюдений системы телескопов панорамного обзора и быстрого реагирования Pan-STARRS и наблюдений системы последнего оповещения о столкновении астероида с Землей Asteroid Terrestrial-impact Last Alert System абсолютная звёздная величина астероида сначала оценивалась равной 14,17±0,47m, позже — 14,04±0,235m и 13,79±0,038m.